# BB 1002-1003
Les BB 1002 et 1003 sont deux locomotives électriques de manœuvre de la SNCF.
Construites en 1941 par AEG pour une entreprise japonaise. Immobilisées par manque de transport sur les quais de Bordeaux, elles sont confisquées par la France au titre des prises de guerre, et utilisées de 1954 à 1969, après transformation, sur les chantiers de la gare d'Austerlitz.

## Histoire et carrière
Les deux locomotives sont construites par AEG en 1941, pendant la Seconde Guerre mondiale et destinées à la société japonaise Okura & Compagnie. Bloquées dans le port de Bordeaux et attribuées à la France en 1945 au titre des prises de guerre, elles restent sans utilisation jusqu'en 1954, date à laquelle s'achève, dans les ateliers de Vitry-sur-Seine, leur transformation pour la circulation sur le réseau français commencée en 1952. Cette opération a concerné le recâblage des engins, le remplacement de leur pantographe et la modification de leur système de freinage.
Elles servent durant toute leur carrière sur le réseau Sud-Ouest en banlieue parisienne, aux ateliers de Paris-Sud-Ouest, principalement affectées à la manœuvre des rames de voyageurs et des trains de marchandises autour de la gare d'Austerlitz où leur aptitude à la circulation à vitesse très lente est appréciée.
La BB 1002 et la BB 1003 sont radiées respectivement le 29 mai 1969 et le 12 novembre 1969.

## Caractéristiques
| Image externe |                               |
|               | BB 1003 sur uxtobirza.free.fr |

Un châssis supporte une cabine de conduite unique en position centrale encadrée de deux capots renfermant l'appareillage électrique et pneumatique. Sur le toit de la cabine est fixé un unique pantographe servant au captage du courant continu 1,5 kV. Attelage et tampons sont fixés aux bogies bimoteurs qui sont reliés entre eux.
Leur vitesse maximale, initialement fixée à 60 km/h, est ensuite ramenée à 50 km/h.

## Modélisme
La BB 1002 a fait l'objet d'une reproduction à l'échelle HO sous forme de kit (en laiton à monter) par l'artisan Locoset Loisir (Artmetal-LSL).